# Cratera
Cratera ist eine räuberisch lebende Gattung der Landplanarien, die in Südamerika beheimatet ist.

## Merkmale

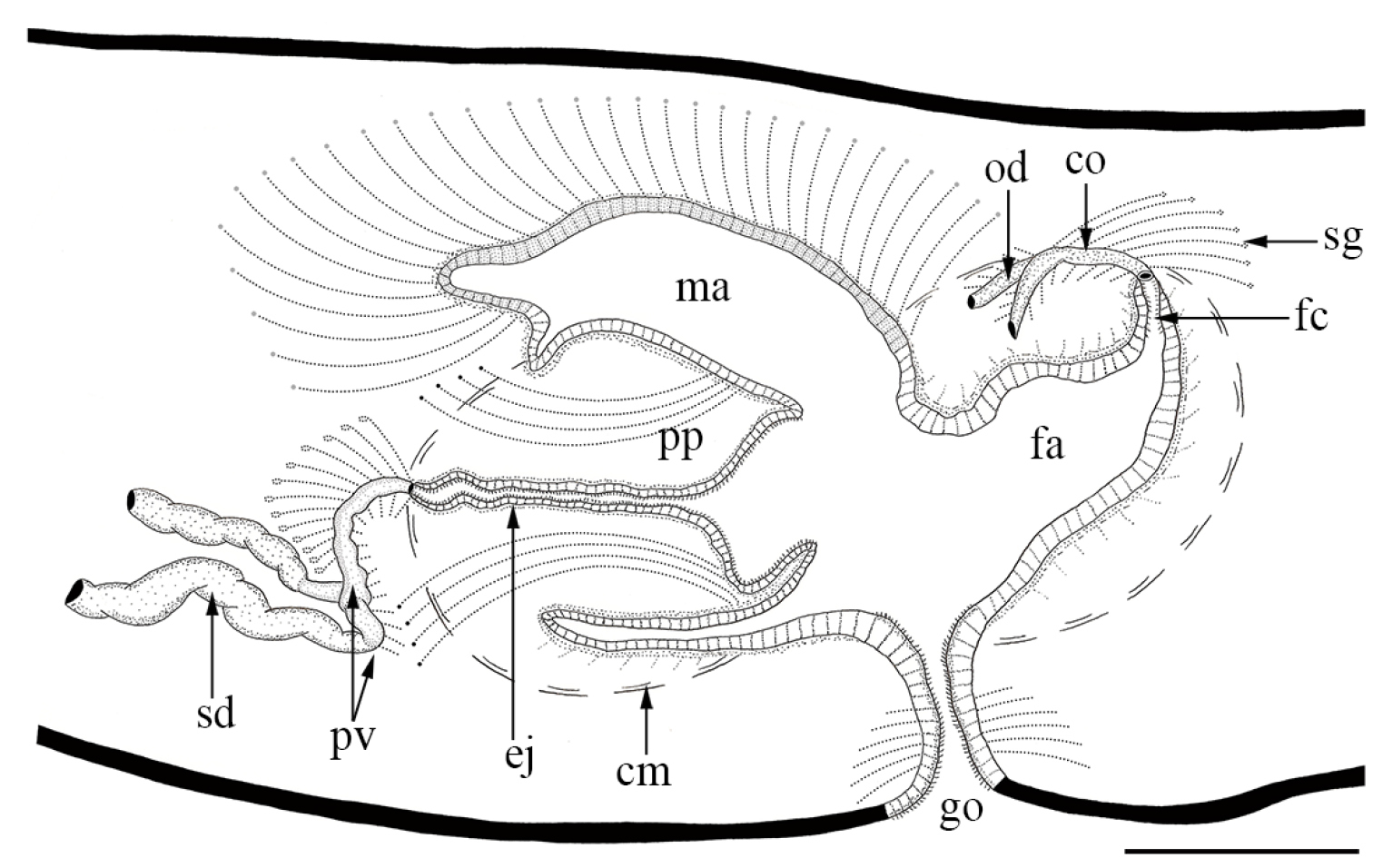
Sagitale Ansicht des Kopulationsapparat von Cratera viridimaculata mit erweitertem Hohlraum am letzten Teil des Ejakulationskanals (ej) in der Penispapille (pp).

Charakteristisch für die Gattung Cratera ist der blattförmige Körper. Die meisten Arten haben eine Länge zwischen 3 und 7 cm. Sie besitzen hunderte Augen, die entlang des Körpers verteilt sind. Die einfach gelappten, kreisrunden Augen sind einfach aufgebaut.
Das Kopulationsorgan besitzt einen konischen Penis, der die gesamte männliche Geschlechtshöhle ausfüllt.
Der letzte Teil des Ejakulationskanals, durch den Spermien durch den Penis geleitet werden, hat eine ausgeweitete Höhle, die an einen Vulkankrater erinnert.

## Etymologie
Der Gattungsname Cratera leitet sich vom lateinischen Wort „crater“ ab. Der Name bezieht sich auf den Hohlraum im Penis, der einem Vulkankrater ähnelt.

## Arten
Der Gattung Cratera werden folgende Arten zugeschrieben: 
- Cratera anamariae Carbayo & Almeida, 2015[2]
- Cratera arucuia Lago-Barcia & Carbayo, 2018[3]
- Cratera assu Araujo, Carbayo, Riutort & Álvarez-Presas, 2020[4]
- Cratera aureomaculata Rossi & Leal-Zanchet, 2017[5]
- Cratera boja Araujo, Carbayo, Riutort & Álvarez-Presas, 2020[4]
- Cratera crioula (E. M. Froehlich, 1955)[1]
- Cratera cryptolineata Rossi & Leal-Zanchet, 2017[5]
- Cratera cuarassu Carbayo & Almeida, 2015[2]
- Cratera hina (Marcus, 1951)[3]
- Cratera imbiri Araujo, Carbayo, Riutort & Álvarez-Presas, 2020[4]
- Cratera joia (Froehlich, 1956)[1]
- Cratera nigrimarginata Rossi & Leal-Zanchet, 2017[5]
- Cratera ochra Rossi, Amaral, Ribeiro, Cauduro, Fick, Valiati & Leal-Zanchet, 2015[6]
- Cratera obsidiana Amaral, Boll & Leal-Zanchet, 2019[7]
- Cratera paraitinga Araujo, Carbayo, Riutort & Álvarez-Presas, 2020[4]
- Cratera picuia Lago-Barcia & Carbayo, 2018[3]
- Cratera pseudovaginuloides (Riester, 1938)[1]
- Cratera steffeni Rossi, Fontoura, Amaral & Leal-Zanchet, 2014[8]
- Cratera tamoia (E. M. Froehlich, 1955)[1]
- Cratera taxiarcha (Marcus, 1951)[3]
- Cratera tui Araujo, Carbayo, Riutort & Álvarez-Presas, 2020[4]
- Cratera viridimaculata Negrete & Brusa, 2016[9]
- Cratera yara (E. M. Froehlich, 1955)[1]

## Systematik
Aufgrund molekulargenetischer Untersuchungen der Unterfamilie der Geoplaninae kam das Forschungsteam um Fernando Carbayo zu dem Ergebnis, dass die Gattung Geoplana, die ursprünglich mehr als hundert Arten umfasste, polyphyletisch war. Eine der durch diese Ergebnisse neu abgegrenzten Gattungen ist Cratera.
Das Schwestertaxon von Cratera ist gemäß der Untersuchungen die Gattung Obama, welche ein sehr ähnliches Erscheinungsbild hat, jedoch neben einfach gelappten auch dreifach gelappte Augen hat.